# Düvier
Düvier – dzielnica miasta Loitz w Niemczech,  w kraju związkowym Meklemburgia-Pomorze Przednie, w powiecie Vorpommern-Greifswald, w Związku Gmin Peenetal/Loitz. Do 30 czerwca 2012 samodzielna gmina.
Osiedla:  
- Gülzowshof
- Nielitz
- Zarnekla